# Gameren
Gameren est un village néerlandais de la commune de Zaltbommel, situé dans la province du Gueldre.

## Géographie
Gameren est situé à l'ouest de Zaltbommel, dans la partie septentrionale du Bommelerwaard, sur la rive gauche du Waal.

## Histoire
Gameren est né sur une crête le long du Waal. Le lieu a été mentionné pour la première fois en 1031. Un "'esdorp'" allongé s'est organisé. La Waalbandijk (ou digue d'hiver du Waal) a été construite au XIVe siècle. Depuis, Gameren s'est également développé vers le nord à partir de cette digue.
Gameren a été une commune indépendante jusqu'au 1er juillet 1955, date de son rattachement à la commune de Kerkwijk. Depuis le 1er janvier 1999, Gameren est rattaché à Zaltbommel. Le village de Nieuwaal faisait également partie de cette ancienne commune.
En 1840, la commune de Gameren comptait 219 maisons et 1 368 habitants, dont 1 042 à Gameren et 326 à Nieuwaal.